# Argynnis
Genre
Argynnis est un genre de lépidoptères (papillons) de la famille des Nymphalidae et de la sous-famille des Heliconiinae.

## Systématique
Le genre Argynnis a été décrit par l'entomologiste danois Johan Christian Fabricius en 1807.
L’espèce type pour le genre est Papilio paphia Linnaeus, 1758.

### Synonymes
- Argyreus Scopoli, 1777[3]
- Acidalia Hübner, [1819]
- Argyronome Hübner, [1819]
- Damora Nordmann, 1851
- Mimargyra Reuss, 1822
- Eudaphne Reuss, 1822
- Mesodryas Reuss, [1927][4]
- Pandoriana Warren, 1942[5]
- Childrena Hemming, 1943
- Nephargynnis Shirôzu & Saigusa, 1973[6]

### Taxinomie
Les contours du genre Argynnis ont récemment beaucoup évolué : il inclut notamment désormais les espèces naguère placées dans les genres suivants : Argyreus (pour A. hyperbius), Argyronome (pour A. laodice, A. ruslana et A. kuniga), Childrena (pour A. childreni et A. zenobia), Damora (pour A. sagana) et Pandoriana (pour A. pandora). Tous ces anciens genres sont maintenant considérés comme des synonymes juniors d’Argynnis, ou parfois comme des sous-genres.
Argynnis a également inclus pendant un temps toutes les espèces actuellement placées dans les genres Fabriciana et Speyeria. Ces deux genres ont à nouveau été scindés d’Argynnis en conséquence d'une étude de phylogénétique moléculaire publiée en 2017.

## Liste des espèces
Liste selon FUNET Tree of Life (27 septembre 2019) :
- Argynnis paphia (Linnaeus, 1758) — le Tabac d'Espagne — large répartition, de l'Europe de l'Ouest au Japon et en Afrique du Nord.
- Argynnis zenobia Leech, 1890 — Chine, Tibet, Oussouri, Corée.
- Argynnis childreni Gray, 1831 — du Nord de l'Inde à l'Indochine et à la Corée.
- Argynnis hyperbius (Linnaeus, 1763) — de l'Afghanistan au Japon et à l'Australie en passant par l'Asie du Sud et du Sud-Est ; en Éthiopie.
- Argynnis anadyomene C. & R. Felder, 1862 — Chine, Corée, Japon, Extrême-Orient russe.
- Argynnis pandora ([Denis & Schiffermüller], 1775) — le Cardinal — de l'Europe du Sud à la Chine occidentale et en Afrique du Nord.
- Argynnis sagana Doubleday, [1847] — Sud-Est de la Russie, Mongolie, Chine, Corée, Japon.
- Argynnis laodice (Pallas, 1771) — le Nacré des Magyars — en Europe de l'Est, et du Nord de l'Inde à la Chine, au Japon et à l'Extrême-Orient russe.
- Argynnis kuniga (Chou & Tong, 1994) — Zhejiang.
- Argynnis ruslana Motschulsky, 1866 — Extrême-Orient russe, Chine, Corée, Japon.

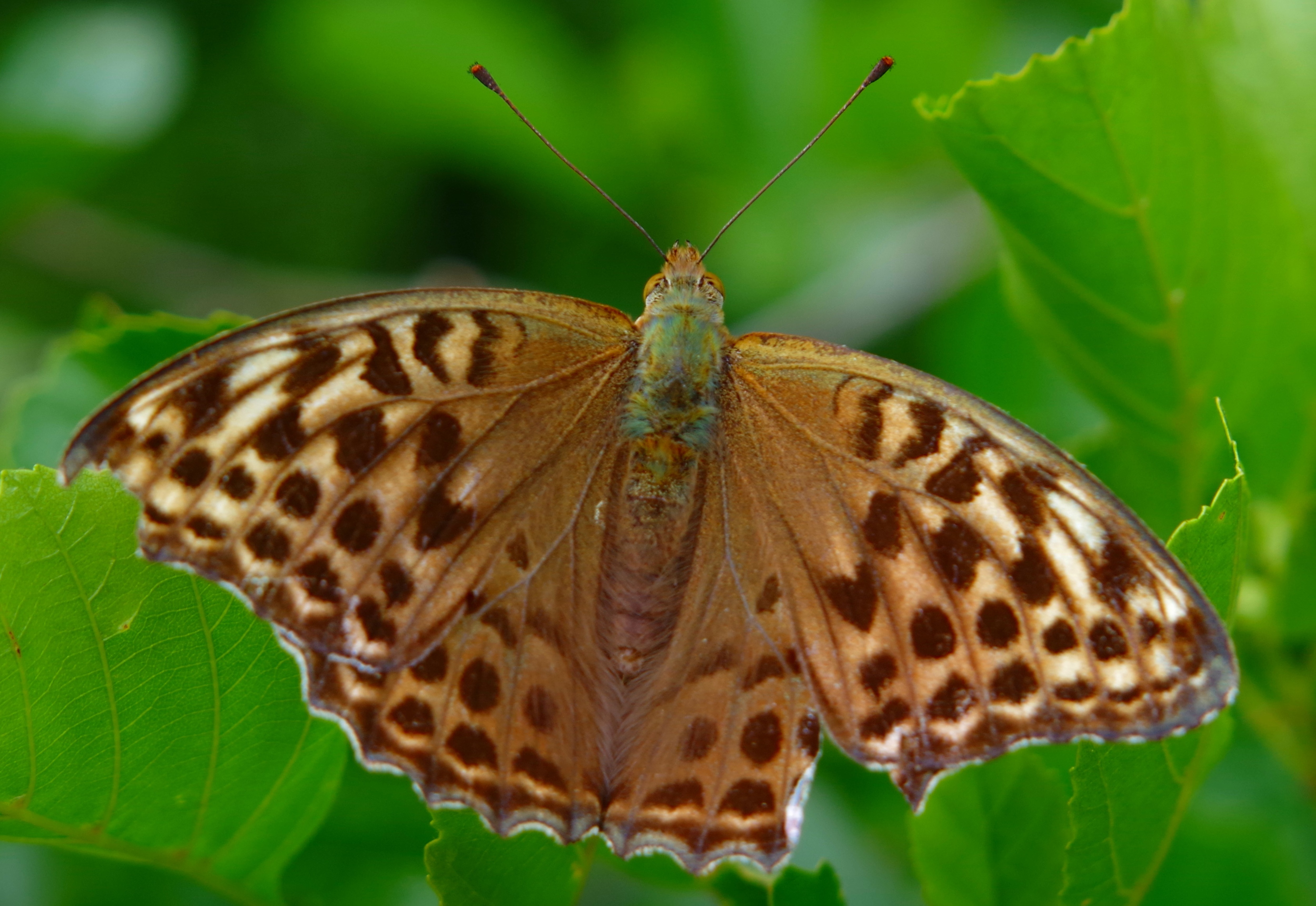
Argynnis paphia
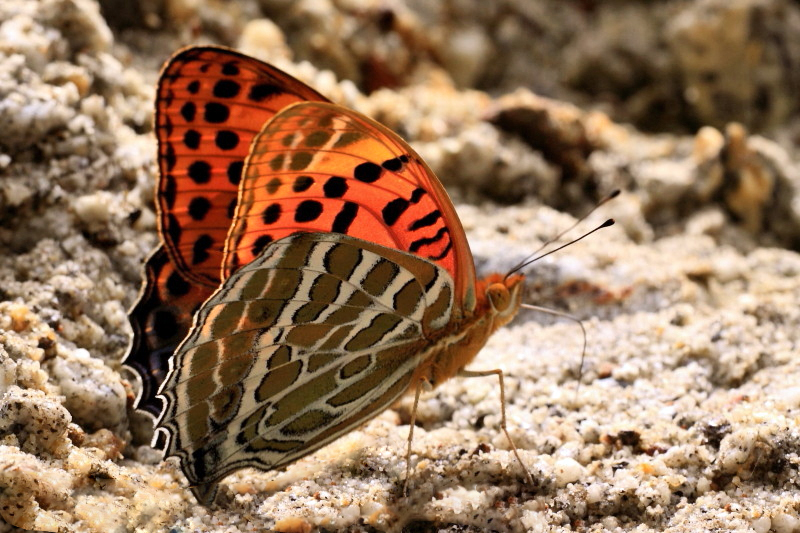
Argynnis childreni
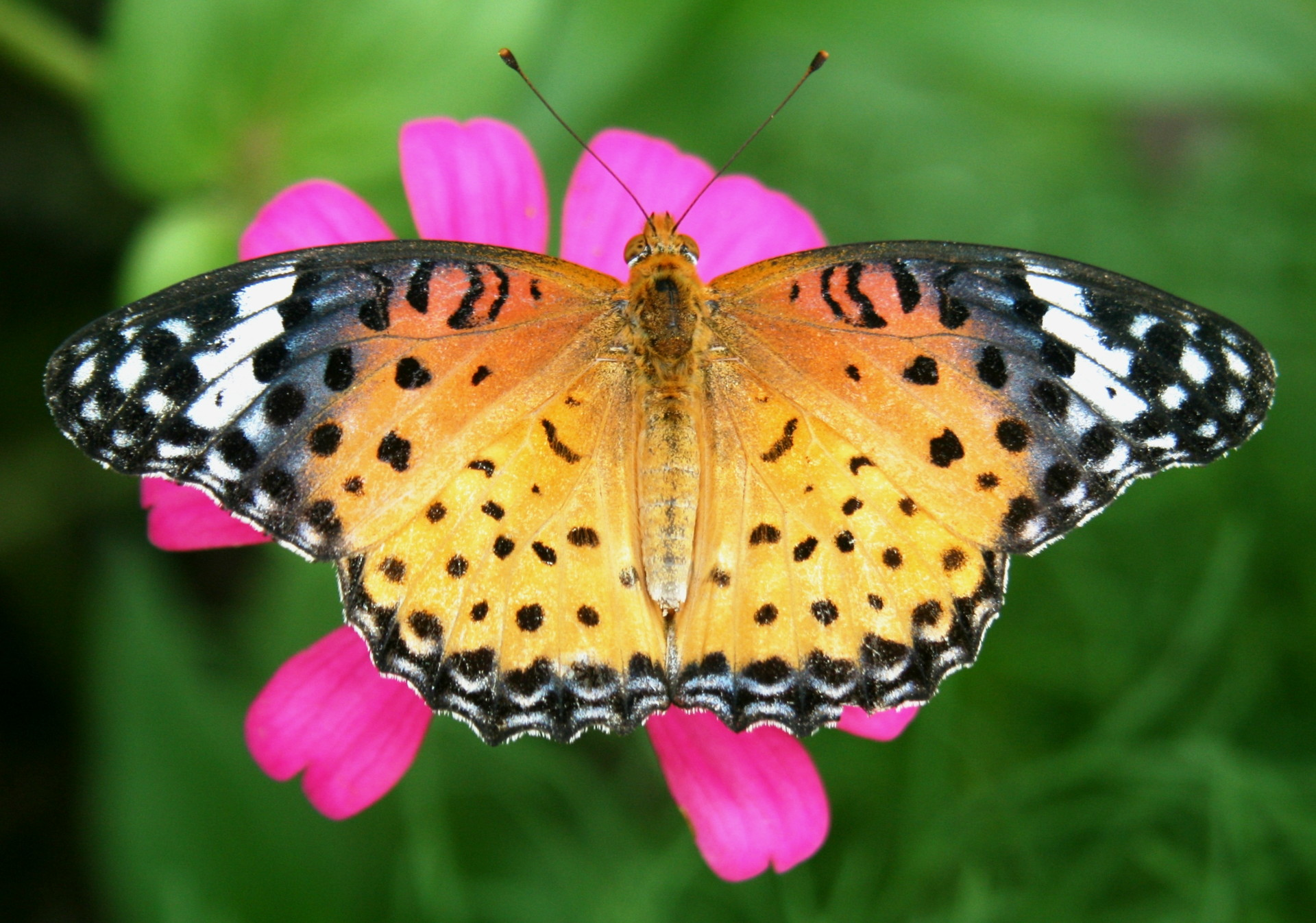
Argynnis hyperbius
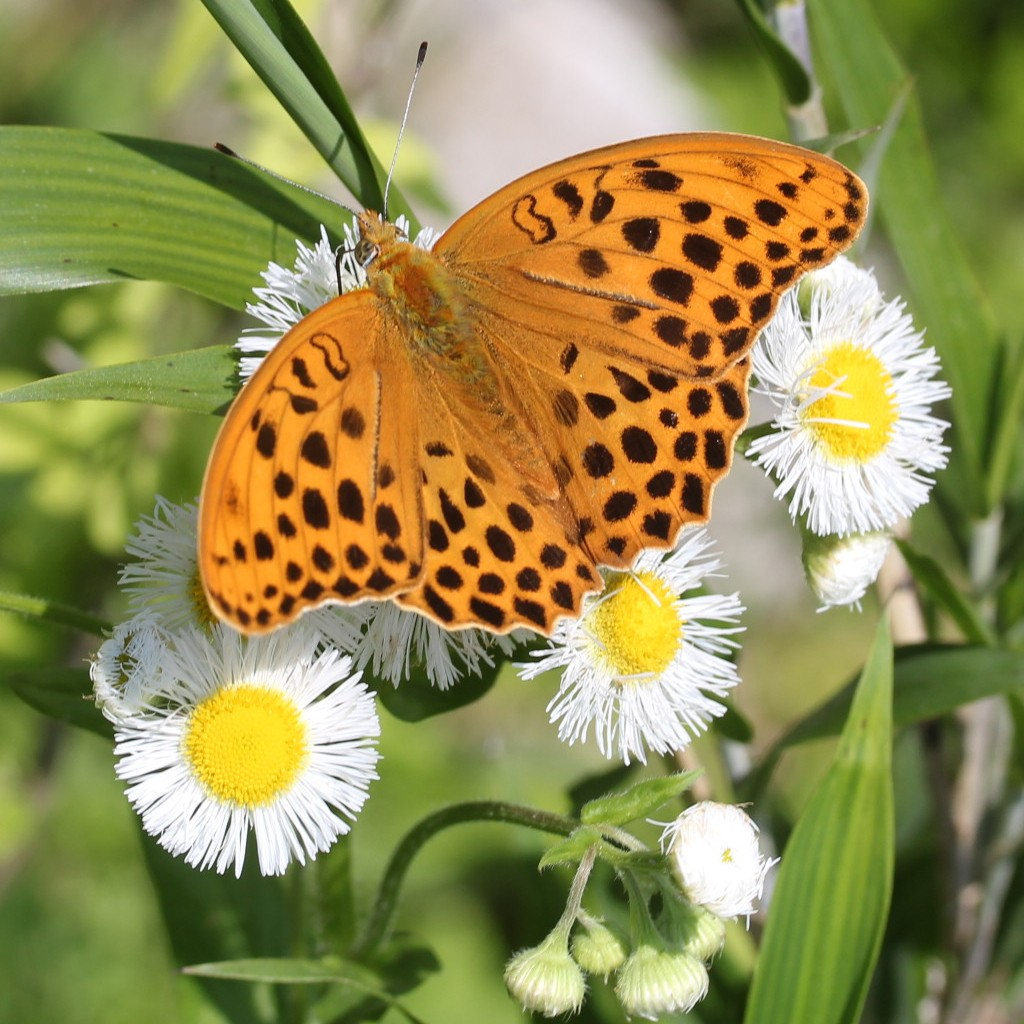
Argynnis anadyomene
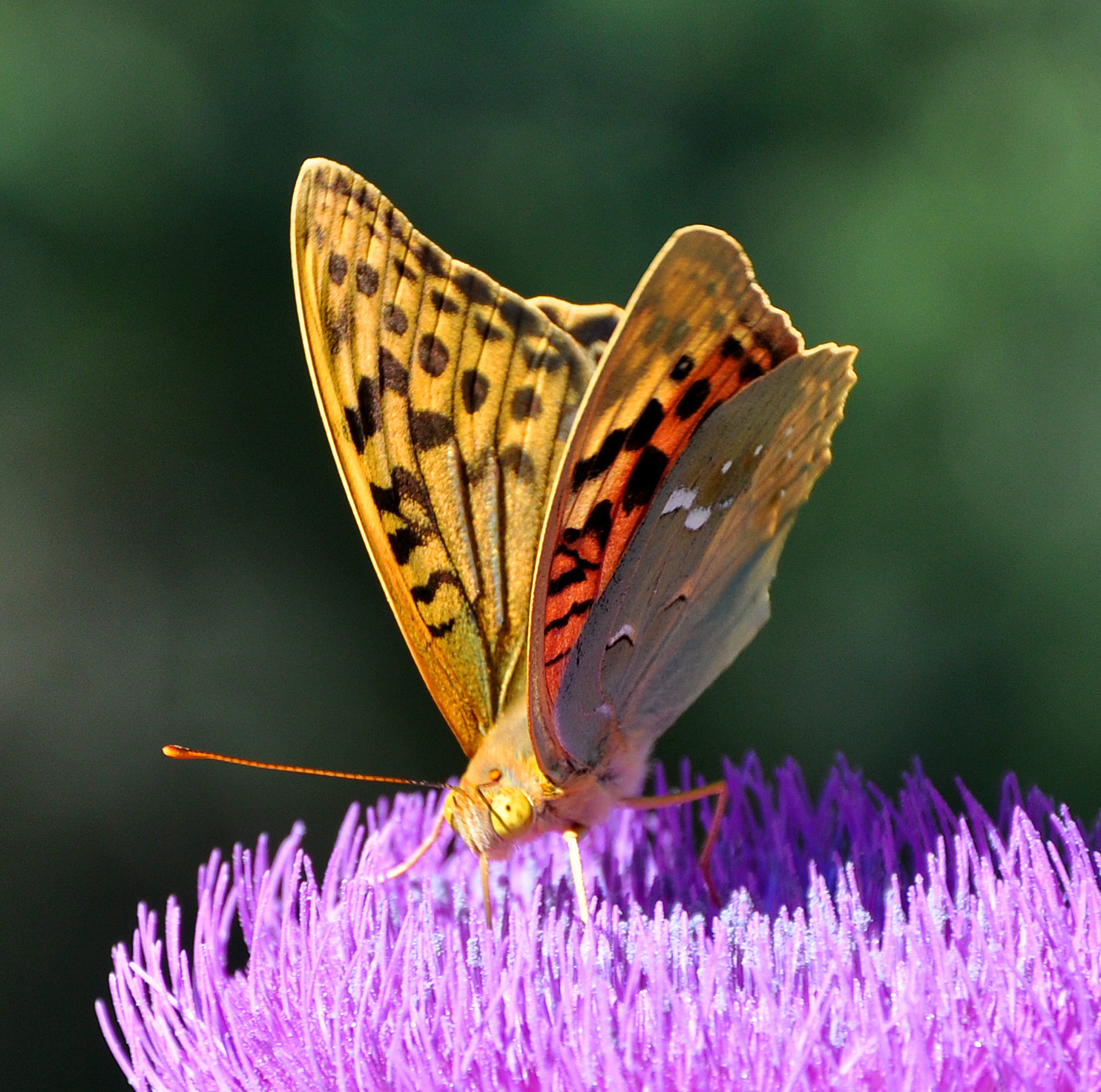
Argynnis pandora
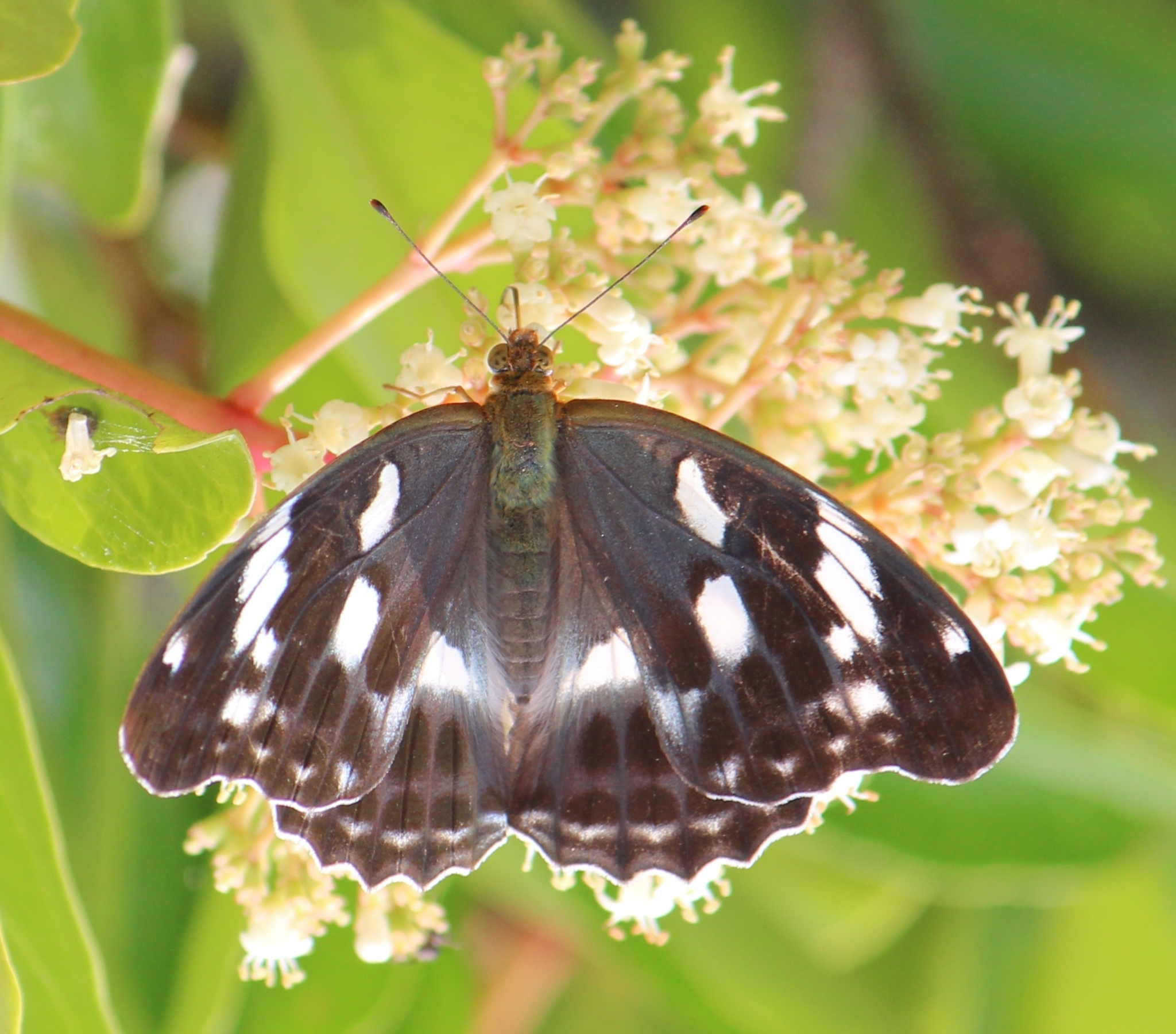
Argynnis sagana
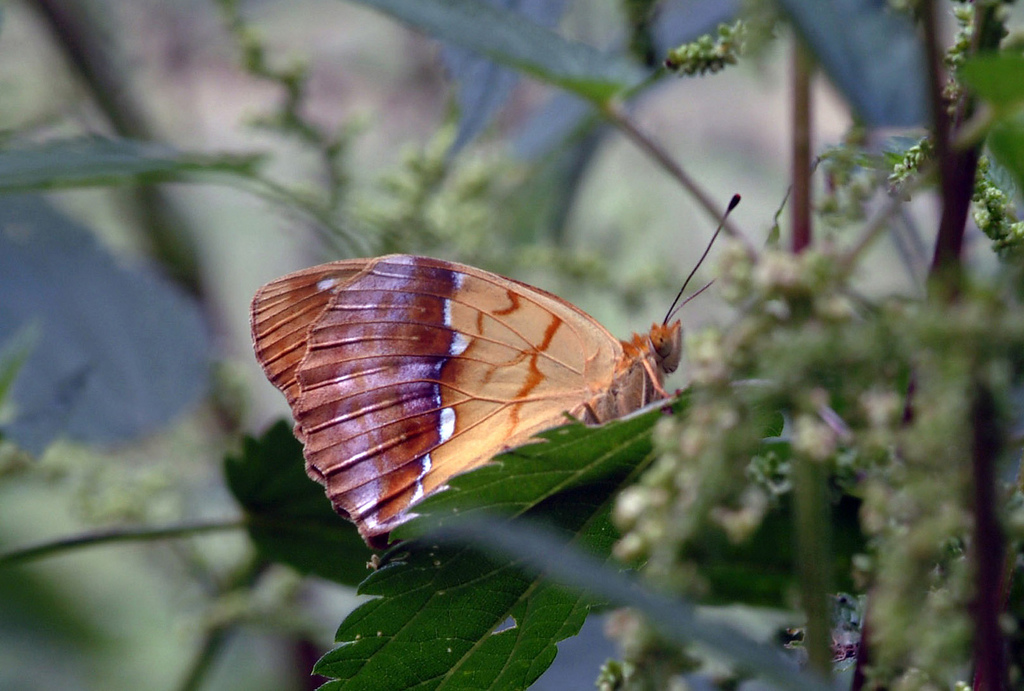
Argynnis laodice
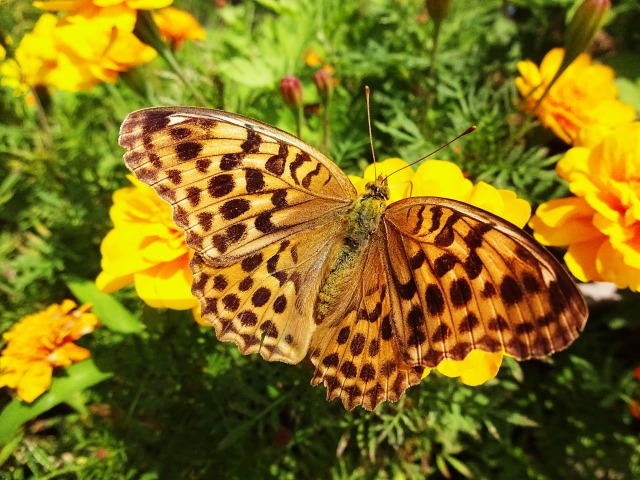
Argynnis ruslana